# 레일크루즈 해랑
레일크루즈 해랑은 한국철도공사의 자회사인 코레일관광개발에서 운영하는 관광열차다. 해랑은 '너랑 나랑', '해랑 달이랑'을 의미한다. 2003년 로템에서 제작한 무궁화호 후기 리미트 객차 및 식당차 를 개조하여 새마을호 특실 등급으로 운행하고 있다.

## 개요
본 열차는 본래 2008년 베이징 하계 올림픽에 맞추어 부산을 출발하여 평양에서 북한 응원단을 태우고 베이징까지 가는 국제열차로 개발하였으나 해당 계획이 무산되었고 2008년 9월 22일, 코레일은 본 열차를 같은 해 10월부터 관광열차로 활용하겠다고 밝혔다.
2008년 9월 25일, 코레일은 본 열차에 사용할 차량들의 개조 작업을 마쳤다고 밝혔으며, 2008년 10월 31일에 개통하였다.
현재는 해랑열차 1호와 2호를 나누어서 서부권과 동부권,전국일주로 사용한다.

## 운행 구간
본 열차는 전국(=대한민국 전국)일주 2박3일, 동부권 1박2일, 서부권 1박2일 및 스페셜코스(비정기)로 나뉘며, 각 코스는 2~3개월 간격으로 일정이 조금씩 변경된다.
모든 코스는 서울역 2층 소재의 Beans & Berries에서 집결하였지만,
이제는 모든 코스에서 집결하는 장소는 3층 Beans & Berries 라고한다.
서울역에서 탑승하기 힘든 승객들은 해랑측에게 연락하여 수원역,청량리등에서 탑승이 가능하다.
전국일주 2박 3일
- 1일 - 서울역 ~ 순천역(하차) ~ (중식, 순천만 습지, 낙안읍성 관광 후 석식) ~ 광양역(탑승) ~ (부산으로 이동, 차내 숙박)
- 2일 - 신해운대역(하차) ~ (조식, 누리마루 • 아쿠아리움 관람 후 중식) ~ 부전역(승차) ~ 경주역(하차) ~ (대릉원 관람, 석식 후 경주동궁 관광) ~ 경주역(승차) ~ (정동진으로 이동, 차내 숙박)
- 3일 - 정동진역(하차) ~ (조식 후 두타산 무릉계곡 산책) ~ 동해역(승차) ~ 태백역(하차) ~ (중식) ~ 태백역(승차) ~ 서울역(하차 및 해산)

동부권 1박 2일
- 1일 - 서울역 ~ 제천역(하차) ~ (다누리 아쿠아리움 관람, 중식 후 청령포 산책, 석식) ~ 영월역(승차) ~ (경주로 이동, 차내 숙박)
- 2일 - 경주역(하차) ~ (조식, 불국사 및 대릉원 관람 후 중식) ~ 경주역(승차) ~ 서울역(하차 및 해산)

서부권 1박 2일
- 1일 - 서울역 ~ 정읍역(하차) ~ (중식, 고창읍성 및 고인돌박물관, 선운사 관광 후 석식) ~ 정읍역(승차) ~ (보성으로 이동, 차내 숙박)
- 2일 - 보성역(하차) ~ (조식 후 보성 녹차밭 산책) ~ (전용버스로 순천만습지로 이동) ~ (순천만습지 관광 후 중식) ~ 순천역(승차) ~ 서울역(하차 및 해산)

전국일주 2박 3일
- 1일 - 서울역 ~ 장항역(하차) ~ (중식 후 스카이워크, 해양생물자원관 등 관람 후 석식) ~ 군산역(승차) ~ (울산으로 이동, 차내 숙박)
- 2일 - 태화강역(하차) ~ (조식 후 대왕암공원, 십리대숲 산책 후 중식) ~ 태화강역(승차) ~ 경주역(하차) ~ (경주 시티 투어 후 석식) ~ 경주역(승차) ~ (정동진으로 이동, 차내 숙박)
- 3일 - 정동진역(하차) ~ (조식 후 두타산 무릉계곡 산책) ~ 동해역(승차) ~ 태백역(하차) ~ (중식) ~ 태백역(승차) ~ 서울역(하차 및 해산)

동부권 1박 3일
- 1일 - 서울역 ~ 제천역(하차) ~ (도담삼봉, 다누리아쿠아리움 관람 후 중식 후 청령포 산책 후 석식) ~ 영월역(승차) ~ (울산으로 이동, 차내 숙박)
- 2일 - 태화강역(하차) ~ (조식 후 대왕암공원, 십리대숲 산책 후 중식) ~ 태화강역(승차) ~ 서울역(하차 및 해산)

서부권 1박 2일
- 1일 - 서울역 ~ 장항역(하차) ~ (중식 후 스카이워크, 해양생물자원관 등 관람 후 석식) ~ 군산역(승차) ~ (보성으로 이동, 차내 숙박)
- 2일 - 보성역 (하차) ~ (조식 후 보성 녹차밭 산책) ~ 보성역(승차) ~ 순천역(하차) ~ (순천만습지 관광 후 중식) ~ 순천역(승차) ~ 서울역(하차 및 해산)

## 사진

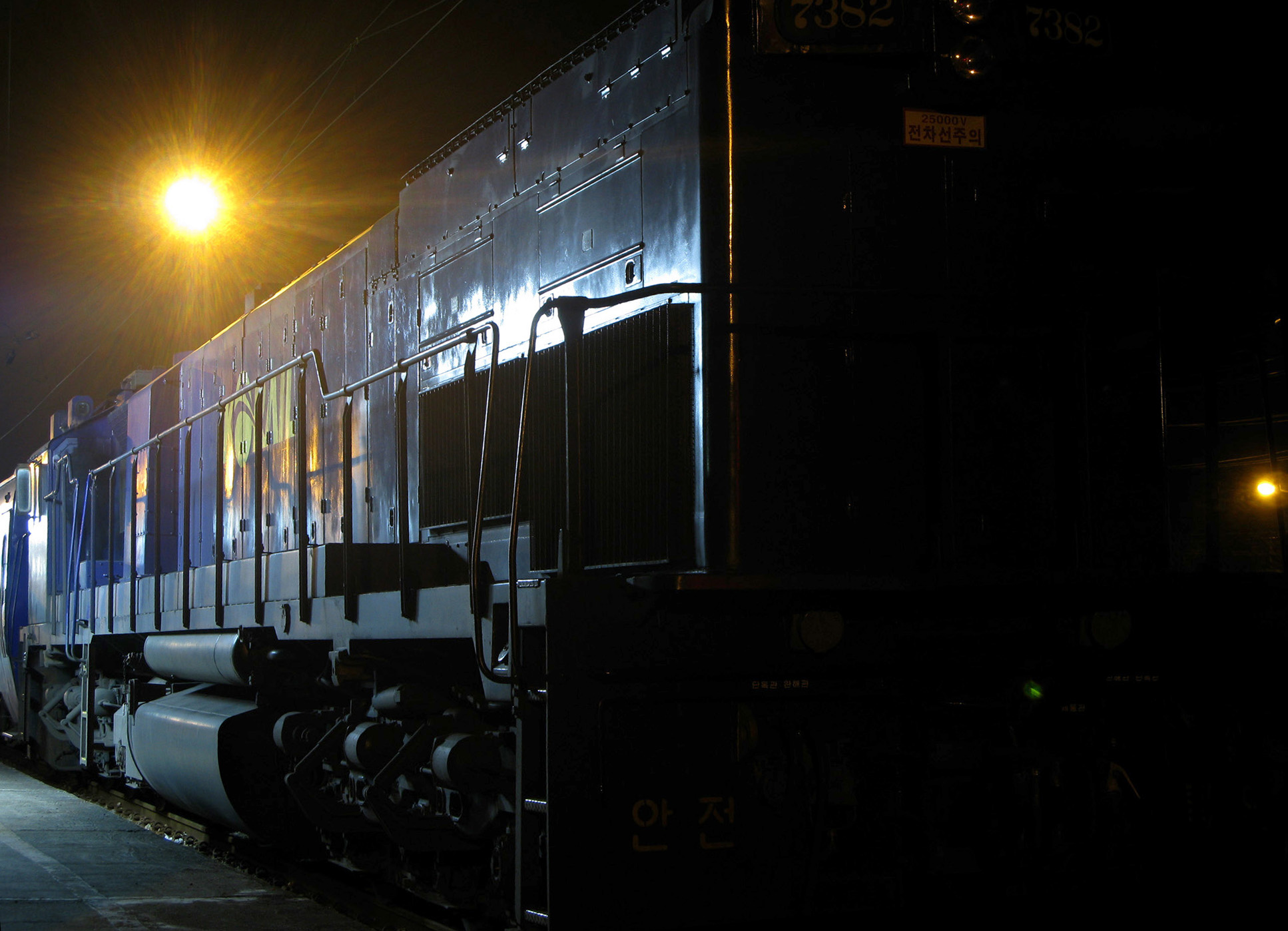
해랑용 기관차 7382호
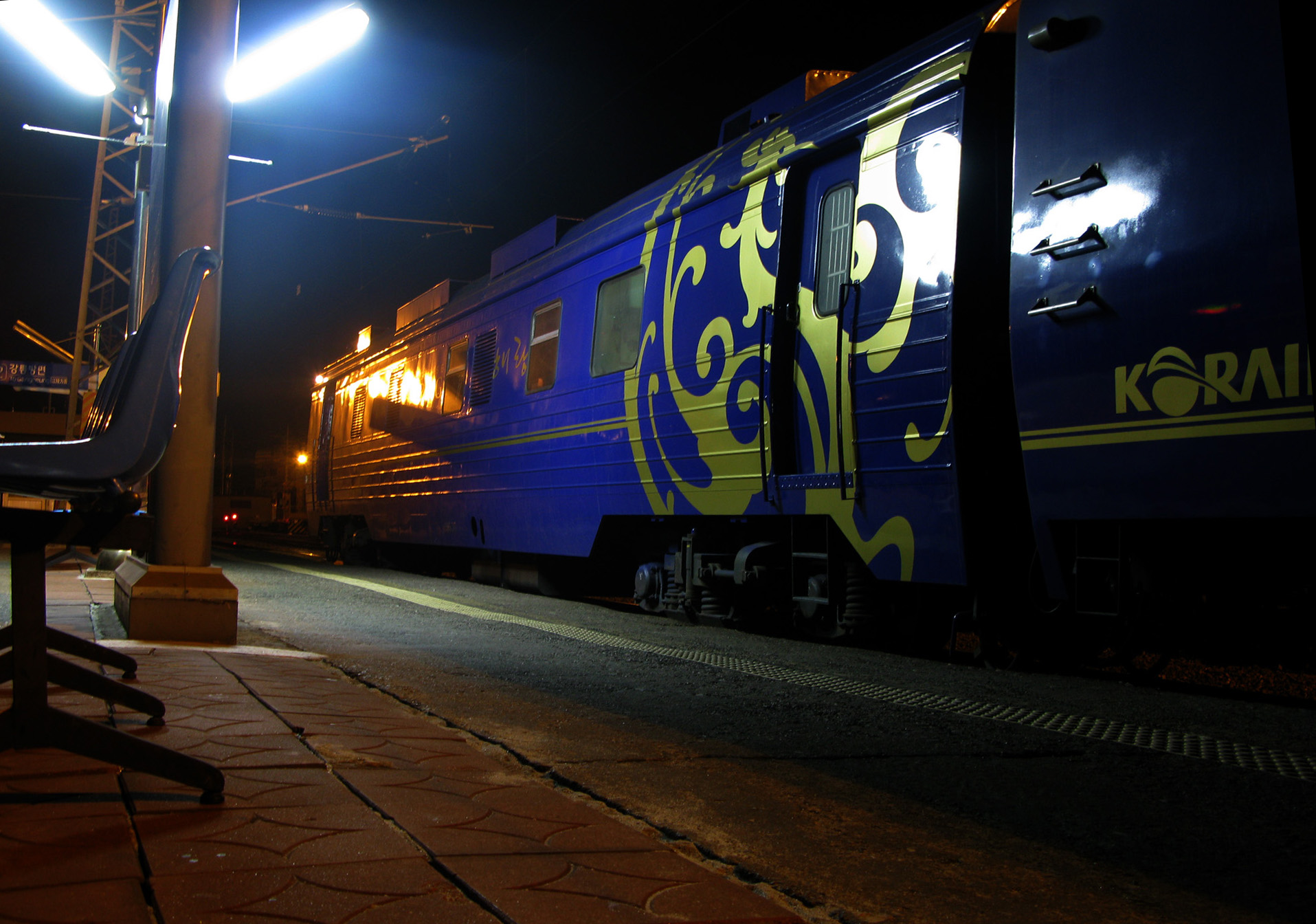
해랑용 발전차